# Myrmeleon novaeguineae
Myrmeleon novaeguineae är en insektsart som beskrevs av Van der Weele 1909. Myrmeleon novaeguineae ingår i släktet Myrmeleon och familjen myrlejonsländor. Inga underarter finns listade i Catalogue of Life.